# Carlos Bustos
Carlos Bustos (* 16. April 1966 in Córdoba) ist ein argentinischer Fußballtrainer und ehemaliger -spieler auf der Position eines Verteidigers.

## Leben

### Spieler
Bustos kam 1977 im Alter von elf Jahren in den Nachwuchsbereich seines Heimatvereins CA Talleres, bei dem er später auch seinen ersten Profivertrag erhielt. Sein Debüt als Profispieler absolvierte er am 30. August 1987 in der Rolle eines Innenverteidigers.
Im Sommer 1990 wechselte er zum Ligakonkurrenten Deportivo Español, bei dem er bis Ende 1992 unter Vertrag stand. Im ersten Halbjahr 1991 spielte er auf Leihbasis für den CA San Lorenzo de Almagro, mit dem er in der Abschlusstabelle dieser Halbsaison den zweiten Platz hinter den Boca Juniors belegte.
Im ersten Halbjahr 1993 spielte er für den argentinischen Rekordmeister River Plate und in der darauffolgenden Saison 1993/94 für die Argentinos Juniors. Nach zweieinhalb Spielzeiten für den CA Independiente wechselte Bustos im Januar 1997 zu Monarcas Morelia in die mexikanische Liga, für die er im Kalenderjahr 1997 insgesamt 28 Punktspiele absolvierte. Im ersten Halbjahr 1998 wurde er an den Zweitligisten CF Pachuca ausgeliehen, mit dem ihm der Aufstieg in die erste Liga gelang. Im zweiten Halbjahr 1998 spielte er auf Leihbasis für den argentinischen CA Huracán. Im ersten Halbjahr 1999 absolvierte er seine letzten vier Punktspieleinsätze für den CA Monarcas Morelia, in dessen Reihen er seine aktive Karriere ausklingen ließ.

### Trainer
Nach Beendigung seiner aktiven Laufbahn betreute er zunächst den Nachwuchsbereich seines Heimatvereins Talleres und anschließend die Fußballmannschaft Universitario de Córdoba. Nach einigen weiteren Stationen im Amateurbereich wurde er vom Mexikaner Tomás Boy, der Ende 2007 Cheftrainer beim Club Atlas war, als Assistenztrainer nach Guadalajara geholt.
2011 wechselte Bustos in den Trainerstab seines ehemaligen Vereins Monarcas Morelia und erhielt 2012 seinen ersten Job als Cheftrainer eines Profivereins beim Zweitligisten Neza FC, einem Filialteam der Monarcas.
Nach einem negativen Start der Monarcas in die Clausura 2013 wurde Bustos im Februar 2013 zum Cheftrainer des Hauptvereins berufen, wo er die Mannschaft erstmals am 22. Februar 2013 in einem Heimspiel gegen den CF Pachuca (3:2) betreute. Unter seiner Regie verloren die Monarcas keines ihrer verbleibenden zehn Punktspiele der Clausura 2013 und qualifizierten sich für die Liguillas, wo sie im Viertelfinale gegen den Hauptstadtverein Cruz Azul (2:4 und 1:0) unterlagen.
In der Apertura 2013 erreichte er mit den Monarcas erneut die Liguillas und scheiterte diesmal im Viertelfinale gegen den späteren Meister Club León. In derselben Halbsaison gewann Bustos dennoch seinen ersten Titel als Trainer, als er mit den Monarcas das Finale gegen seinen Exverein Atlas um die Copa México gewann. Dieser Erfolg schützte ihn jedoch nicht vor der baldigen Entlassung, die ihn nach einem negativen Start in die Clausura 2014 und einer 0:1-Niederlage beim Club Tijuana am 24. Januar 2014 ereilte. Vor Beginn der Apertura 2014 wurde Bustos als Cheftrainer von Deportivo Guadalajara verpflichtet, aber bereits nach elf Spieltagen wieder entlassen.

## Erfolge

### Als Spieler
- Supercopa Sudamericana: 1995 (mit Independiente)

### Als Trainer
- Mexikanischer Pokalsieger: Clausura 2013 (mit Monarcas Morelia)